# 名古屋金城ふ頭アリーナ

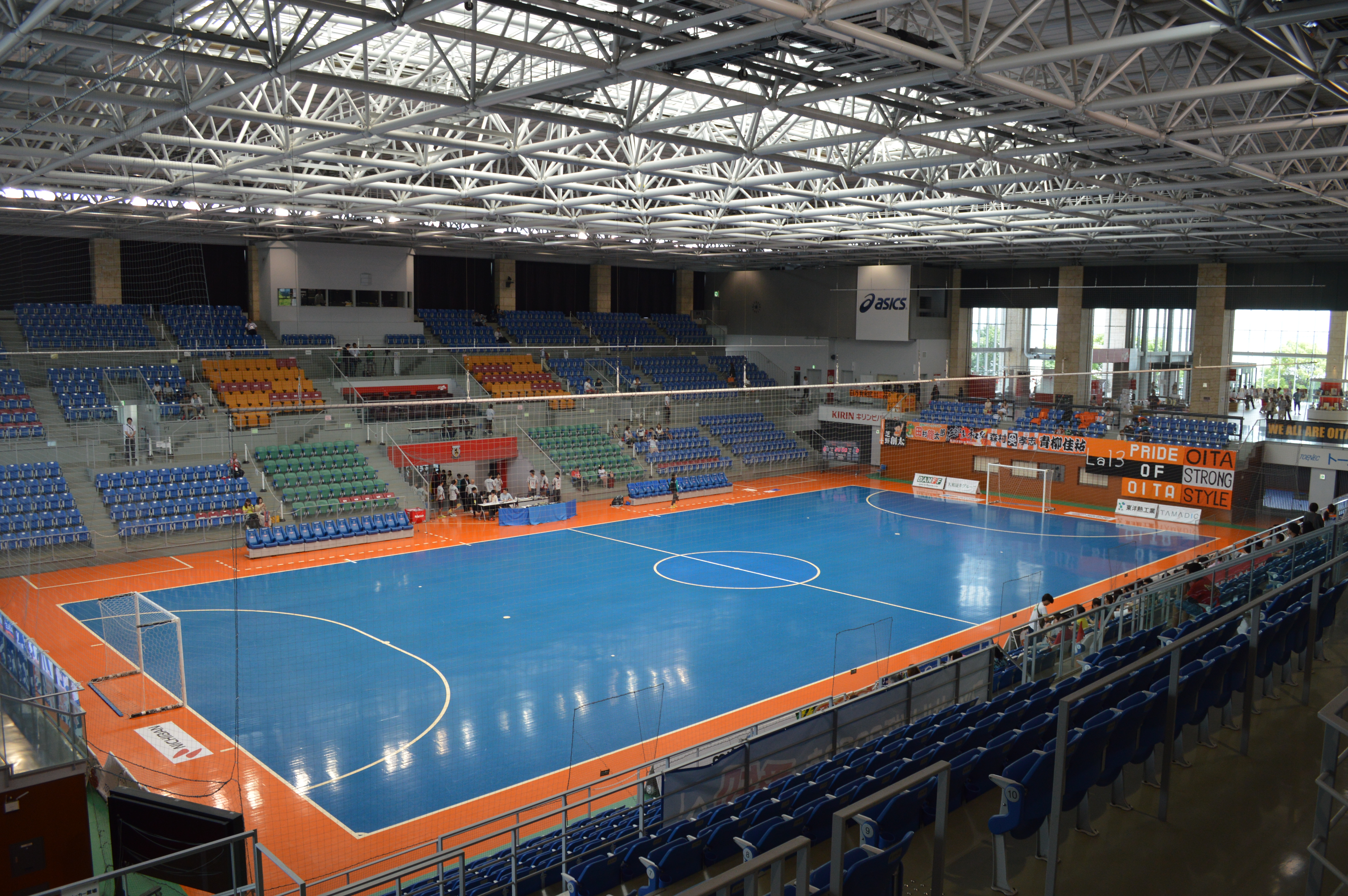
アリーナ内部

名古屋金城ふ頭アリーナ（なごや きんじょうふとうアリーナ）は、愛知県名古屋市港区金城ふ頭にあるアリーナ。

## 概要
後発医薬品メーカーの大洋薬品工業（現：武田テバファーマ）が2007年に日本初のフットサル専用アリーナ『大洋薬品オーシャンアリーナ』（たいようやくひんオーシャンアリーナ）として建設した施設である。同社がスポンサードした日本初のプロフットサルクラブである名古屋オーシャンズが2021-22シーズンまでホームアリーナとして利用していた。また、「フットサル専用」を謳いつつも、バレーボールなど他の競技の利用にも用いられてきた。
その後大洋薬品工業の合併と改称を経ても同社が引き続き施設を保有してきたが、2023年に名古屋市に譲渡され、現在の名称となった（後述）。

## 歴史
2006年（平成18年）10月26日に建設が発表され、2007年（平成19年）2月8日に起工式が行われた。2008年（平成20年）5月2日に竣工式が行われ、6月13日に大洋薬品オーシャンアリーナとして開業した。なお開業日から3日間、こけら落としとして大洋薬品オーシャンアリーナカップ2008を開催し、シュライカー大阪が決勝でPK戦の末に名古屋オーシャンズを下して優勝した。2009年（平成21年）8月にはFリーグの公式カップ戦としてFリーグ大洋薬品オーシャンアリーナカップ2009が開催され、シュライカー大阪が連覇を果たした。
2012年（平成24年）には大洋薬品工業が興和テバとの合併によりテバ製薬に名称変更したことに伴い、施設名をテバオーシャンアリーナに改称した。2013年（平成25年）8月に開催されたAFCフットサルクラブ選手権では主会場となり、この大会では企業名を外したオーシャンアリーナの名称で使用された。2016年（平成28年）10月にはテバ製薬が武田テバファーマとなったため、2017年（平成29年）4月1日には施設名を武田テバオーシャンアリーナに改称した。
フットサル以外の利用としては、2017年（平成29年）5月20日にWBO世界ライトフライ級タイトルマッチ、王者田中恒成VS挑戦者アンヘル・アコスタの試合、2019年（平成31年）4月6日・7日にはV.LEAGUE ディビジョン1 2018-19 ファイナル第1戦（男女とも）が行われた。
2020年（令和2年）11月22日、名古屋オーシャンズがファンミーティングの場で、同年12月末をもって活動拠点として撤退することを表明。但し、名古屋オーシャンズは引き続き2021-22シーズンまで本拠地として使用を継続した。

### 武田テバファーマから名古屋市への譲渡
2022年（令和4年）に武田テバファーマが名古屋市に施設の無償譲渡を申し入れ、2023年4月1日付をもって名古屋市に所有権が移管された。名古屋市では令和5年度に改修設計と機能向上調査を実施し、令和6年度に工事と共に供用再開を目指すとしている。
譲渡を受けた名古屋市はのちに同所の正式名称を「名古屋金城ふ頭アリーナ」とした。2023年9月11日に名古屋市会定例会に「名古屋金城ふ頭アリーナ条例」が提出され、同年9月27日に可決、同年10月16日付けで公布された。

## 年表
- 2008年（平成20年）6月13日 - 大洋薬品オーシャンアリーナとして開業。
- 2012年（平成24年）4月1日 -  テバオーシャンアリーナに改称。
- 2017年（平成29年）4月1日 - 武田テバオーシャンアリーナに改称[3]。
- 2023年（令和5年）
  - 4月1日 - 武田テバファーマから名古屋市へ無償譲渡。
  - 10月16日 - 条例上の名称が「名古屋金城ふ頭アリーナ」に改称される。
- 2026年（令和8年）1月 - 多目的な利用ができるアリーナとしてリニューアルオープン予定。

## 施設

### メインアリーナ
- 競技場有効高さ：13ｍ
- 観客席：2569席
  - プレミアシートA：78席
  - プレミアシート：90席
  - 一般シート：2344席
  - ロイヤルシート：12席
  - 車椅子席：12席
- 映像システム
  - LEDビジョン：8m×3m

### サブアリーナ
- 競技場有効高さ：5ｍ
- 観客席：190席

### その他
- レストラン
- オフィシャルショップ など

## 周辺
- 名古屋臨海高速鉄道あおなみ線 金城ふ頭駅
- 金城ふ頭中央緑地
- 金城ふ頭中央公園
- 名古屋市国際展示場（ポートメッセなごや）
- ファニチャードーム 名古屋新本店
- リニア・鉄道館〜夢と想い出のミュージアム〜
- レゴランド・ジャパン
- Maker's Pier

## アクセス
- 名古屋臨海高速鉄道あおなみ線・金城ふ頭駅下車、徒歩で約1分。
- 伊勢湾岸自動車道・名港中央インターチェンジから約2分。